# 16450 Messerschmidt
A 16450 Messerschmidt (ideiglenes jelöléssel 1989 SY2) egy kisbolygó a Naprendszerben. Eric Walter Elst fedezte fel 1989. szeptember 26-án.